# Neoterebra sterigma
Neoterebra sterigma é uma espécie de gastrópode do gênero Neoterebra, pertencente a família Terebridae.